# Суханов, Виктор Осипович
Виктор Осипович Суханов (1921—2007) — генерал-майор Советской Армии, участник Великой Отечественной войны, Герой Советского Союза (1945).

## Биография
Виктор Суханов родился 24 января 1921 года в деревне Голенищево (ныне — Дмитровский район Московской области). После окончания семи классов школы и школы фабрично-заводского ученичества работал на авиационном заводе в Москве. Занимался в аэроклубе. В 1940 году Суханов был призван на службу в Рабоче-крестьянскую Красную Армию. В 1942 году он окончил Энгельсскую военную авиационную школу пилотов. С апреля 1944 года — на фронтах Великой Отечественной войны.
К февралю 1945 года старший лейтенант Виктор Суханов командовал эскадрильей 825-го штурмового авиаполка 225-й штурмовой авиадивизии 15-й воздушной армии 2-го Прибалтийского фронта. К тому времени он совершил 96 боевых вылетов на штурмовку скоплений боевой техники и живой силы противника, его важных объектов, нанеся ему большие потери.
Указом Президиума Верховного Совета СССР от 18 августа 1945 года за «мужество и героизм, проявленные при нанесении штурмовых ударов по врагу», старший лейтенант Виктор Суханов был удостоен высокого звания Героя Советского Союза с вручением ордена Ленина и медали «Золотая Звезда» за номером 7803.
После окончания войны Суханов продолжил службу в Советской Армии. В 1955 году он окончил Военно-воздушную академию, в 1961 году — Военную академию Генерального штаба. В 1982 году в звании генерал-майора Суханов вышел в отставку. Проживал в Москве. 
Умер 28 мая 2007 года, похоронен на Шереметьевском кладбище в Долгопрудном.
Был также награждён тремя орденами Красного Знамени, орденом Александра Невского, двумя орденами Отечественной войны 1-й степени, двумя орденами Красной Звезды, орденом «За службу Родине в Вооружённых Силах СССР» 3-й степени и рядом медалей.